# James Hillman
 (octobre 2015).
Si vous disposez d'ouvrages ou d'articles de référence ou si vous connaissez des sites web de qualité traitant du thème abordé ici, merci de compléter l'article en donnant les références utiles à sa vérifiabilité et en les liant à la section « Notes et références ».
Pour les articles homonymes, voir Hillman (homonymie).
James Hillman, né le 12 avril 1926 à Atlantic City et mort le 27 octobre 2011 à Thompson dans l Connecticut), est un psychologue et analyste américain, influencé par la pensée de Carl Gustav Jung. Il a conceptualisé la notion de « psychologie archétypale ».

## Biographie
Après son service militaire effectué durant la Seconde Guerre mondiale, il commence ses études à la Sorbonne et au Trinity College de Dublin. Il obtient son doctorat à l’université de Zurich et achève sa formation d’analyste jungien en 1959, année pendant laquelle il est également nommé directeur d’études de l'Institut C. G. Jung de Zurich.
En 1970, il devient éditeur et fonde Spring Publications,. Il a été professeur invité aux universités de Yale, Harvard, Princeton, Syracuse et Dallas. En 1978, il retourne aux États-Unis pour diriger les Graduate Studies à l’université de Dallas et est cofondateur du Dallas Institute for Humanities and Culture.
Auteur d’une vingtaine de livres, ses études, publications et conférences portent principalement sur la psychologie, mais aussi sur la philosophie, la mythologie, les arts et la culture. Son ouvrage Re-visioning Psychology est cité sur la liste du Prix Pulitzer en 1975, tandis que The Soul’s Code: In Search of Character and Calling - en français Le code caché de votre destin  - figura sur la  liste des meilleures ventes du New York Times pendant plus d’un an. 

### De la psychologie analytique à la psychologie archétypale
Farouche défenseur d’une psychologie qui - fidèle à son étymologie (logos de la psyché) - ne doit pas prétendre parler de ou à l’âme autrement qu’à travers le langage des mythes, des religions et de l’imaginal, Hillman a été à l’origine de « […] certains des aspects les plus intéressants du développement de la psychologie jungienne ainsi que des réflexions critiques autour de la psychanalyse: incapacité de se relativiser, de se libérer de ses liens avec la culture rationaliste, et trop de contrôle du moi.»
Critique des psychothérapies contemporaines focalisées sur les enjeux historiques et personnels visant la psychopathologie en termes de maladie dont il faut guérir - ce qui ne ferait qu'accentuer d'après lui les sentiments de dépression et anxiété - il livre une vision « mythopoïetique», voire religieuse, de ce que l’homme a à traverser dans sa quête existentielle. Avec sa prédilection pour l'étymologie de chaque terme utilisé, le pathologique chez lui devient une invitation à déployer un « intérêt attentif au logos du pathos de la psyché. »
D'après le psychologue, universitaire et auteur Jason A. Butler, James Hillman a été « le théoricien jungien le plus influent depuis Jung » développant dès ses années de formation à l'Institut C. G. Jung de Zurich, une pensée qui se différenciait de celle plus orthodoxe de ses aînés, la deuxième génération de jungiens.  

### La psychologie archétypale
Hillman propose une version « archétypale » du modèle thérapeutique jungien autour des images issues de l’inconscient et dans une perspective archétypique car tenant compte des forces impersonnelles agissantes au plus profond de l’être. Dans ses propres mots : « La tâche de la psychologie archétypale, et la thérapie qui en découle, est celle de découvrir le motif archétypique des formes de comportement. »,

Son approche devant la souffrance peut se résumer aux deux questions qu’il propose dans un de ses écrits en s’inspirant de la demande faite à l’Oracle dans les récits mythologiques  : 
« […] en accord avec la procédure en Grèce antique face à l’oracle. "À quel dieu ou héros dois-je prier ou sacrifier pour accomplir telle ou telle chose" : À quel motif archétypique puis-je relier mon problème? À l’intérieur de quel fantasme (ou image) puis-je apercevoir de manière profonde mon complexe ? Une fois le problème posé sur l’autel pertinent, on peut entrer en connexion avec celui-ci… » 
Proche de la notion du monde imaginal de Henry Corbin qui soutient que « l'imagination créatrice constitue la faculté centrale de l'âme », Hillman met l'image et l'imagination au centre de toute expérience humaine. Ainsi « [...] il préconise une psychologie imaginal au lieu d'une psychologie conceptuelle » car après tout "l'imagination précède toute théorisation."   Pour Hillman, 
" l'âme est présente à chaque fois que l'imagination mythique berce les souffrances, désirs et visions de la vie de tous les jours. À cet endroit le but d'une psychothérapie est d'invoquer ce processus [...] Restant près de l’émotion, de l’imaginal, de la métaphore, du socle le plus poétique et imaginatif de la pensée, ses idées remuent les cœurs tout en éveillant l’intellect. » 
L'image est au centre de la psychologie archétypale, image qui "peut toujours être qualifiée d'archétypique"  alors que chez les jungiens classiques toutes les images ne sont pas considérées ainsi, seules celles qui se prêtent à l'amplification. J. Butler résume à propos de la posture de Hillman qu'il s'éloigne de la notion de symbole (une image représente quelque chose d'autre) en faveur de la métaphore; ainsi, en contraste avec la tendance vers l'abstraction symbolique propre à l'approche jungienne, chez Hillman les images - qui possèdent une valeur métaphorique - constituent par elles-mêmes une "configuration précise de la psyché." Hillman prend aussi ses distances avec des concepts chers à Jung tels que la conjonction des opposés et la dimension compensatrice de l'inconscient avec l'argument que dans la sphère de l'âme, dans l'univers onirique, tout événement est métaphorique et donc ambivalent. L'idée d'individuation est également questionnée, Hillman propose "la diversité" à la place de "l'unifié" pour une âme qu'il considère comme foncièrement polythéiste. 
Au-delà de la question de l’âme et son langage imaginal, la quête du « soul making » ou manufacture de l’âme, la dyade Puer - Senex a beaucoup intéressé James Hillman la proposant pour compléter la réflexion sur la dyade Puer - Mère  chère aux auteurs jungiens classiques (voir Eric Neumann   et Marie Louise Von Franz  ). L’archétype du Puer (dans son versant "Icare" en tant que personnification du désir de l'homme d'aller toujours plus haut, aspiration à l'élévation spirituelle en contrepoids de la tendance matérialiste) était pour lui étroitement lié à la fonction transcendante d’où la place importante de ce thème dans son œuvre.

### Le rêve et la psychologie archétypale
Bien que James Hillman se situe dans la perspective de la psychologie analytique jungienne, il a su développer une pensée personnelle importante dans le domaine: « Commençant par Freud et Jung - qui chacun partait du principe que les personnifications du rêve correspondaient à des possibilités psychiques intérieures - Hillman inverse la procédure habituelle de traduction des rêves vers le langage du Moi de la vie diurne. À la place, il propose de traduire le Moi en langage onirique. Pour ce faire, Hillman va ancrer sa théorie des rêves dans la mythologie du monde souterrain [les enfers]. ». Selon lui, le « moi qui rêve » n'est pas le même que le « moi éveillé » : les deux moi entretiennent en effet une relation de gémellité et sont, selon un vocabulaire jungien, « les ombres l'un de l'autre » explique-t-il dans La Beauté de Psyché, L'âme et ses symboles. Dans The Dream and the Underworld(Le Rêve et les Enfers) Hillman explique que le moi est une image, « une figure complètement subjective, un fantôme, une ombre vidée du “Je” qui s'abandonne au sommeil ».
Pour lui, le rêve n'appartient pas au rêveur, celui-ci n'y joue qu'un rôle, au sein d'une dramaturgie onirique. Le Moi qui rêve, c’est-à-dire le Moi imaginal, se mêle aux images du rêve et sait qu'elles ne lui appartiennent pas. Le Moi doit donc réapprendre à se familiariser avec le rêve et son univers, à créer une intimité avec lui, à parler son langage, sans chercher à le dénaturer par des interprétations abusives. Le Moi de veille est naturellement résistant à sa dissolution dans les images du rêve.
James Hillman emploie l'expression d'« underworld », en référence au monde d'Hadès dans la mythologie grecque pour désigner cet univers onirique car il est le lieu de la mort symbolique du moi, celui où l'âme survit, mais pas le corps. La terminologie d'Hillman est toute empreinte de la mythologie grecque, mieux à même de décrire les archétypes qui structurent le psychisme humain.
Les animaux, selon Hillman, y sont ainsi des porteurs d'âmes, c’est-à-dire qu'ils permettent une entrée dans le monde inconscient, dans l'underworld. Pour savoir ce qu'ils sont, il faut revenir à l'image plutôt qu'aux réactions vis-à-vis d'elles. Pour Hillman, mieux vaut aller au zoo pour découvrir ce qu'est un ours polaire vu en rêve, plutôt que d'ouvrir un dictionnaire des symboles (“Je suggère que l'animal du rêve peut être autant amplifié par une visite au zoo que par un dictionnaire de symboles.”
Ainsi, son approche est plus phénoménologique qu'analytique, c'est-à-dire qu'elle scinde le rêve en plusieurs parties distinctes, et interprétative/herméneutique, qui fait de l'image du rêve autre chose que le contenu manifeste du rêve. Il dit à cet égard qu'il faut regarder le rêve avec l'intention et dans un processus de rester « collé à l'image » (“stick to the image”),.

## Critiques
Jugé « extrémiste dans sa tentative de se différencier de Jung » Hillman a rencontré une résistance avérée au sein de la communauté d'analystes et auteurs jungiens qui considèrent ses propositions trop éloignées de certains des concepts principaux de la théorie jungienne. David Tacey (en), professeur multidisciplinaire et auteur de nombreux ouvrages sur Jung, a publié un article dans lequel il conclut que :
"Dans le monde post-jungien de Hillman la diversité a remplacé l'unité, la phénoménologie a remplacé la métaphysique, l'imagination a remplacé l'inconscient et l'incertitude et l'ouverture d'esprit ('le non-connaitre') ont remplacé 'le connaitre.' Hillman a aussi laissé tomber l'individuation, le principe d'une direction vers un but, les mandalas et l'accent sur le progrès et la conscience Moiïque." 
La volonté de Hillman d'aller vers une psychologie qui ne se fonde pas sur des concepts mais sur les expériences intérieures ne trouve pas un écho chez Tacey qui considère que "nous avons besoin de grands concepts, idéaux et déités pour contenir les opposés primordiaux comme l'intériorité et extériorité, masculin et féminin." 

## Publications

### Livres
- Suicide and the Soul (1964)
- Pan et le cauchemar, 1979, (Pan and the Nightmare, 1972)
- Re-Visioning Psychology (1975)
- Loose Ends: Primary Papers in Archetypal Psychology (1975)
- The Dream and the Underworld (1979)
- Inter Views (avec Laura Pozzo) (1983)
- Le Mythe de la psychanalyse, 1977, (The Myth of Analysis: Three Essays in Archetypal Psychology, 1983)
- Anima, 1981Anima: An Anatomy of a Personified Notion (1985)
- La Beauté de Psyché, l'âme et ses symboles, 1993,  (ISBN 2890444899), (A Blue Fire, 1989)
- The Thought of the Heart and the Soul of the World (1992)
- We've Had a Hundred Years of Psychotherapy (and the World's Getting Worse) (with Michael Ventura (en)) (1993)
- La fiction qui soigne (1994), Paris, Payot, 2005  (ISBN 2-228-90009-5) Healing Fiction (1994)
- Kinds of Power: A Guide to its Intelligent Uses (1995)
- Le Code caché de votre destin, Paris, Robert Laffont, 1999  (ISBN 222108893X), The Soul's Code: On Character and Calling (1997)
- The Force of Character (2000)
- A Terrible Love of War (2004)
- Lament of the Dead, Psychology after the Red Book (with Sonu Shamdasani ) (2013)
- Le Polythéisme de l'âme, 1982
- La Cuisine de Freud, 1985 (Freud’s Own Cookbook, New York: Harper).
- La Force du caractère - À quoi sert la vieillesse, Paris, Robert Laffont, coll. «Réponses», 2001 (The Force of Character and the Lasting Life, New York, Ballantine)[35].

Pour une liste complète des ses écrits en ordre chronologique, voir la bibliographie de James Hillman sur le site de l’Opus Archives and Research Center du Pacifica Institute.

### Articles
- « La Mesure des événements : la proposition 117 de Proclus dans la perspective d'une psychologie archétypique » (p. 283-299), on Michel Cazenave (dir.), Science et Conscience. Les deux lectures de l’univers, Paris, Stock, 1980  (ISBN 978-2234013438)